# Victor Abens
Victor Abens (ur. 16 października 1912 w Vianden, zm. 14 stycznia 1993 w Liège) – luksemburski polityk, zastępca burmistrza Vianden, poseł do Parlamentu Europejskiego I i II kadencji, członek Luksemburskiej Socjalistycznej Partii Robotniczej (LSAP), założyciel i prezes stowarzyszenia „Przyjaciele z zamku Vianden” („Les Amis du Château de Vianden”).

## Działalność w Parlamencie Europejskim
Victor Abens był członkiem Zgromadzenia Konsultacyjnego Rady Europy podczas „Drugiej Europejskiej Konferencji Młodzieżowych Organizacji Pozarządowych” 30 lipca 1970 w Strasburgu, reprezentował tam Komisję ds. Nauki i Technologii, Komisję Budżetową i Komitet Europejskich Państw spoza Wspólnoty Europejskiej. W dniach 21–23 kwietnia 1976 roku uczestniczył w Konferencji zorganizowanej przez Zgromadzenie Parlamentarne Rady Europy, poświęconej sprawie rozwoju instytucji demokratycznych w Europie.
W 1979 roku został wybrany na Posła do Parlamentu Europejskiego I Kadencji. Pięć lat później, startując po raz drugi w europejskich wyborach do PE (jako członek LSAP), zdobył o około 5000 głosów więcej niż ówczesny lider LSAP – Jacques Santer. Podczas dziesięcioletniej działalności w Parlamencie Europejskim V. Abens był członkiem Partii Europejskich Socjalistów. W latach 1979–84 był Członkiem prezydium, a od 1984 do 1987 roku pełnił funkcję wiceprzewodniczącego tego ugrupowania. Zasiadał w Komisji ds. Młodzieży, Kultury, Edukacji, Informacji i Sportu, Komisji ds. Socjalnych i Zatrudnienia, Komisji Budżetowej, jak również był członkiem Delegacji ds. stosunków z Cyprem.
W 1998 roku w Vianden, przy ul. Grand-Rue postawiono pomnik upamiętniający V. Abensa, wykonany przez Bénédicte Weis.